# 中国女子高等院校連盟
中国女子高等院校連盟（ちゅうごくじょしこうとういんこうれんめい、中国語：中国女子高等院校联盟）とは、中華人民共和国の女子大学、女子高等教育機関の連合会である。

## 概要
2014年に山東女子学院にて開催されたシンポジウムで成立を宣言した。中華女子学院、山東女子学院、湖南女子学院をはじめ、南京師範大学金陵女子学院、汕頭大学樹徳学院、広東女子職業技術学院、河北女子職業技術学院、西安培华学院、首都师范大学科德学院、河南女子职业学院など中国大陸の10校が加盟している。

## 参照
1. ↑  “中国女子高等院校联盟理事会第八次会议顺利召开_综合新闻_中华女子学院”. www.cwu.edu.cn. 2023年4月12日閲覧。
2. ↑  校友办. “中国女子高等院校联盟成立大会暨第二届全国女大学生就业创业研讨会在我校举行”. 微信公众平台. 2023年4月12日閲覧。
3. ↑  “姊妹校岁末聚首谋发展！中国女子高等院校联盟举办“新时代女子高等教育面临的新形势新任务新要求新问题”…_澎湃号·政务_澎湃新闻-The Paper”. www.thepaper.cn. 2023年4月12日閲覧。